# Guyans-Durnes
Guyans-Durnes is een gemeente in het Franse departement Doubs (regio Bourgogne-Franche-Comté) en telt 156 inwoners (1999). De plaats maakt deel uit van het arrondissement Besançon.

## Geografie
De oppervlakte van Guyans-Durnes bedraagt 9,0 km², de bevolkingsdichtheid is 17,3 inwoners per km².

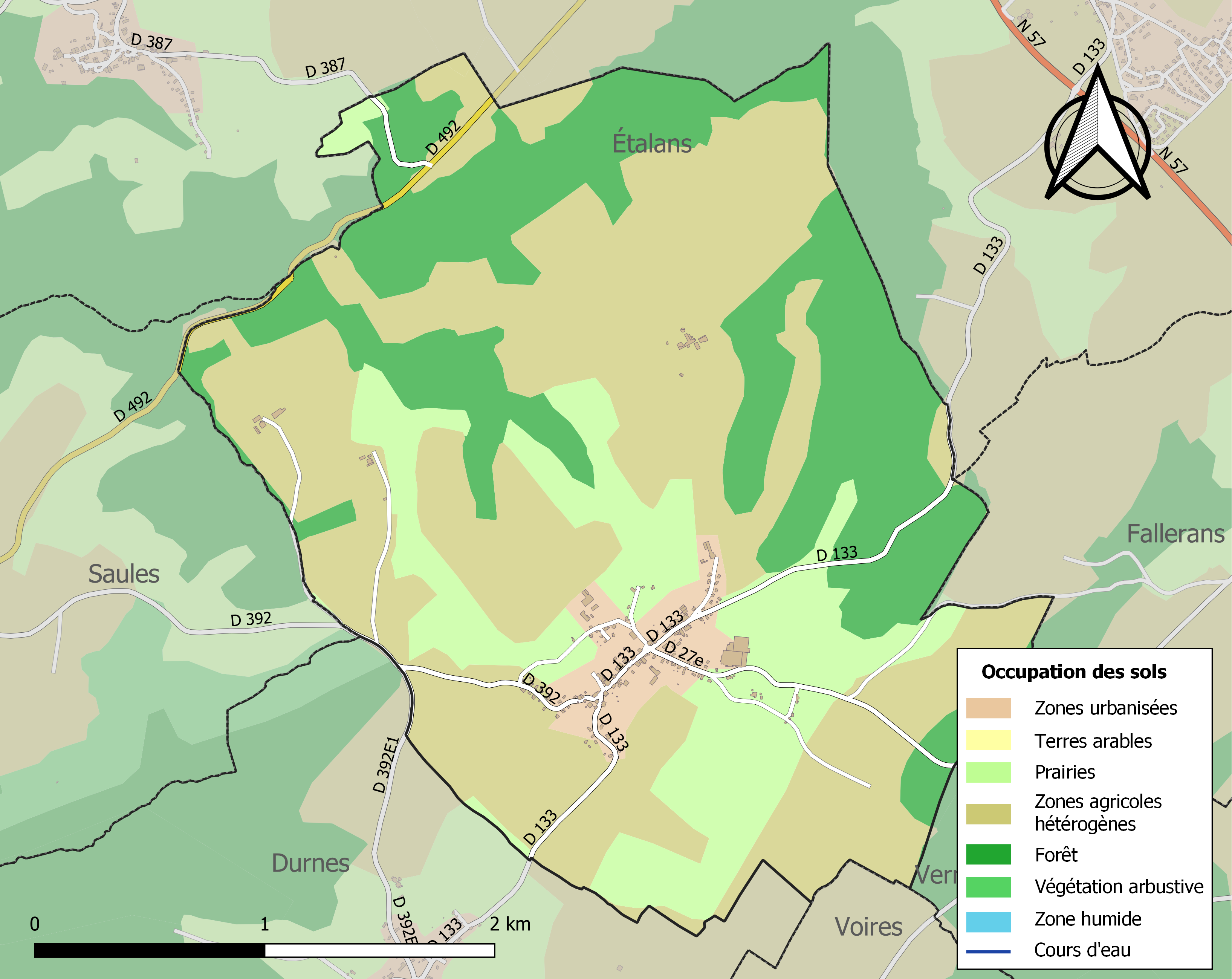
Kaart van de gemeente met de belangrijkste infrastructuur, bodemgebruik en omliggende gemeenten

## Demografie
Onderstaande figuur toont het verloop van het inwonertal (bron: INSEE-tellingen).